# International Partnership of Business Schools
Das International Partnership of Business Schools (IPBS) ist ein Netzwerk von  Wirtschaftshochschulen in Europa und Nordamerika.
Sowohl im Undergraduate- als auch im Postgraduatebereich bietet das IPBS Studiengänge an, die jeweils an zwei Universitäten des Netzwerkes absolviert werden und mit zwei akademischen Graden abschließen.

## Partnerhochschulen
| Partneruniversität/-hochschule       | Stadt       | Staat                  |
| ------------------------------------ | ----------- | ---------------------- |
| Hochschule Reutlingen                | Reutlingen  | Deutschland            |
| Northeastern University              | Boston      | Vereinigte Staaten     |
| Universidad de las Américas          | Puebla      | Mexiko                 |
| Dublin City University               | Dublin      | Irland                 |
| Lancaster University                 | Lancaster   | Vereinigtes Königreich |
| NEOMA Business School                | Reims       | Frankreich             |
| Università Cattolica del Sacro Cuore | Piacenza    | Italien                |
| Universidad Pontificia Comillas      | Madrid      | Spanien                |
| Fundação Getulio Vargas              | São Paulo   | Brasilien              |
| North Carolina State University      | Raleigh     | Vereinigte Staaten     |
| Rollins College                      | Winter Park | Vereinigte Staaten     |